# Strizivojna
Strizivojna je općina u Hrvatskoj. Nalazi se u Osječko-baranjskoj županiji.

## Stanovništvo
Prema popisu iz 2011., u općini Strizivojna živi 2759 stanovnika.
| broj stanovnika | 1157  | 1261  | 1173  | 1314  | 1305  | 1425  | 1440  | 1571  | 1859  | 2054  | 2415  | 2858  | 2659  | 2728  | 2759  | 2525  | 2027  |
|                 | 1857. | 1869. | 1880. | 1890. | 1900. | 1910. | 1921. | 1931. | 1948. | 1953. | 1961. | 1971. | 1981. | 1991. | 2001. | 2011. | 2021. |

| broj stanovnika | 1157  | 1261  | 1173  | 1314  | 1305  | 1383  | 1385  | 1518  | 1813  | 1956  | 2267  | 2810  | 2651  | 2727  | 2758  | 2525  | 2027  |
|                 | 1857. | 1869. | 1880. | 1890. | 1900. | 1910. | 1921. | 1931. | 1948. | 1953. | 1961. | 1971. | 1981. | 1991. | 2001. | 2011. | 2021. |

## Uprava
Dužnost Općinskog načelnika obnaša Josip Jakobović  (od 2017.) Zamjenik načelnika je Zdravko Degmečić (od 2017.)

## Povijest
Ime Strizivojne, barem koliko nam je zasad poznato, prvi put je zapisano u “Sumarnom popisu Slavonije, koliko je podpadala pod Komoru” iz 1698. Strizivojna se ondje navodi u sklopu đakovačkog distrikta, veli se da je nastava 11 “gostiju” (hospites), a njeno ime je zabilježno u dva oblika: Sztrisanyai seu Strisinyo. Četiri godine kasnije, dobivamo o Strizivojni prvi opsežniji izvor u latinskom Popisu Đakovštine “nadzornika dobara” Emerika Sadeckog iz 1702. (izvorni naslov: Conscriptio districtus Diakovensis anno 1702. die 9. maii per me Emericum Szadecsky provisorem bonorum conscripta). Ondje se Strizivojna potanko opisuje pod naslovom Pagus Sztrisivoina. 1725. načinio je đakovački biskup Petar Bakić (biskupovao 1716. – 1749.) prijevod Sadeckijevog popisa na hrvatski jezik. Tu se ime sela navodi u obliku Striživojna, što će, skupa s onim Strizivojna, biti u optjecaju sve do početka ovog stoljeća. 
O postanku i značenju imena Strizivojna izneseni su prijedlozi koji spadaju u područje pučkog etimologiziranja: govori se tako o Strizi-begovoj vojni, o ostriženoj vojsci, o striženju vune, o vojničkim stražama, itd. Pritom bi jedino priča o Strizi-begu (koji nije postojao) mogla sadržavati zrnce stvarnosti: ona naime kao da čuva uspomenu na osobu po kojoj je selo dobilo ime, samo to se ta osoba nije zvala Strizi-beg, nego po svemu sudeći Strizivoj. Strizivoj je ikavska varijanta starog hrvatskog imena Strězivoj, koje se relativno često susreće u slavonskim srednjovjekovnim ispravama, i to u ekavskom obliku Strezivoj. Izravna potvrda da je doista posrijedi osobno ime Strizivoj (odnosno Strizivoj) jest i to što, na zemljovidu Strizivojne iz druge polovice 18. stoljeća, nalazimo dva zemljišta jugozapadno od groblja, gdje se na jednom čita Czvetkovicha Strixivoje, a na drugom Strixivoje a.(=atar). Ako se ta veza može smatrati dokazanom, zanimljivo je da se u 18. stoljeću još uvijek čuvala uspomena na samu osobu po kojoj je selo dobilo ime. 
Strizivojna je danas selo i općina u južnom dijelu Đakovštine, na samom južnom rubu Osječko-baranjske županije. Nalazi se u zavali rijeke Biđ i njezinih sjevernih pritoka, na nižoj i vlažnijoj zemlji nego što je ona na đakovačkom prapornom ravnjaku. Znatan dio općinskog područja još je uvijek pod šumom. 
U usporedbi s nekim susjednim selima, Strizivojna je dosta dugo trpjela relativnu zapuštenost. Škola je postala osmogodišnjom 1970. godine. Dom zdravlja sagrađen je 1980, a glavna cesta kroz selo asfaltirana je 1981. Nova zgrada općine i Hrvatski dom dovršeni su tijekom Domovinskog rata, a posljednjih godina selo dobiva novo školsko zdanje. S druge strane, Strizivojna je vrlo lako pristupačna, jer se nalazi na križanju magistralnih željezničkih pravaca Zagreb - Vinkovci (i dalje prema Beogradu, tj. paneuropski željeznički koridor X) i Osijek - Šamac (i dalje prema Sarajevu, tj. paneuropski željeznički koridor V, krak c).

## Gospodarstvo
Većina stanovništva bavi se poljodjelstvom i, nešto manje, stočarstvom kao glavnim ili sekundarnim zanimanjem.

## Poznate osobe
Stjepan Damjanović (Strizivojna, 2. studenog 1946.), hrvatski jezikoslovac, sveučilišni profesor i akademik. Glavni tajnik Matice hrvatske bio je od 1999. do 2002., a njezin predsjednik je od 2014. godine. Redovni član Hrvatske akademije znanosti i umjetnosti je od 2004. godine.
Kristina Šarić, hrvatska šahistica, hrvatska državna prvakinja

## Spomenici i znamenitosti
Spomenik Braći Radić ispred Općinske zgrade, te spomenik Mitru Dragutincu, hrvatskom pjesniku, skladatelju te župniku Strizivojne (-1989) gdje je i umro.

## Obrazovanje
- Osnovna škola "Ivana Brlić-Mažuranić"
- Dječji vrtić "Bajka"

## Kultura
Od 1997. djeluje Udruga za zaštitu prirode i kulturne baštine «Različak».
Dana 10. siječnja 1928., u Strizivojni je osnovano Hrvatsko pjevačko društvo Strossmayer.
Osim muškog pjevačkog društva u Strizivojni djeluje i žensko pod nazivom «Druge» koje su se izrazito dobro pokazale na pozornici.
KUD “Šokadija” ustanovljen 1968. g. i djeluje na području cijele Hrvatske te ostalih europskih zemalja.

## Šport

### Nogomet
U Strizivojni djeluje NK Šokadija Strizivojna. Seniori se trenutano natječu u 1. ŽNL Osječko-baranjskoj. Osim seniorske momčadi klub okuplja još 4 kategorije: veterani, juniori, kadeti, te limaći, od kojih se juniori i kadeti natječu u 1. kvalitetnoj ligi.

### Šah
U Strizivojni se šah počeo igrati oko 1950. godine uglavnom u čitaonici u kojoj su igrači počeli međusobno igrati i organizirati prijateljske susrete sa šahistima susjednih sela. Tada još nisu bili organizirani kao klub. 
Godine 1972. osnovan je Šahovski klub Strizivojna i od toga vremena može se govoriti o organiziranom šahovskom klubu. U vodstvu kluba bili su Grgo Šolić, Mato Marunović i kao tajnik Mirko Vukušić. Nešto kasnije klub je djelovao u okviru športskog društva Šokadija. Klub je imao oko pedeset članova, od toga broja aktivnih šahista bilo je dvadesetak (seniori, kadeti i pioniri), a natjecali su se u okviru Općinske šahovske lige Đakovo. Taj rad je trajao do 1989. godine kada dolazi do zastoja u radu. Medutim, godinu dan kasnije, 1990. godine, osnovan je Šahovski kiub “Amater’ koji bilježi velike športske rezultate i danas.
Godine 2023. šahovski klub Amater Strizivojna osvojio je prvo mjesto na Prvoj hrvatskoj šahovskoj ligi za žene.

### Odbojka
Odbojkaški klub Strizivojna osnovan je 5. lipnja 2014. godine te se natječe u 3. NOL - Slavonska liga. Od svog početka ima veliki broj zainteresiranih djevojaka te se natječu u kategoriji seniorke. 2016. počinju s radom škole odbojke za mlađe generacije, gdje su otvorili školu odbojke u Strizivojni i Vrpolju.

## Zanimljivosti
15. kolovoza 1883. na željezničkom kolodvoru Strizivojna-Vrpolje rođen je poznati hrvatski kipar Ivan Meštrović.
30-ih godina 20. stoljeća na željezničkom kolodvoru Strizivojna –Vrpolje živio je Zvonko Monsider- jedan od najboljih nogometnih vratara kluba Maksimir
Strizivojna ima najdužu ulicu u Republici Hrvatskoj; to je Ulica braće Radića koja je duga 7,8 kilometara, a ime nosi od 1945. godine.
1830. osnovana je škola u Strizivojni.
10. siječnja 1928. u Strizivojni je osnovano Hrvatsko pjevačko društvo Strossmayer.
Željeznički kolodvor u Strizivojni, uspostavljen 1878. godine
Sjecište europskih željezničkih koridora 10 i 5 C

## Vanjske poveznice
- Službena stranica
- Osnovna škola "Ivana Brlić Mažuranić"  Arhivirana inačica izvorne stranice od 18. prosinca 2010. (Wayback Machine)